# Jiříkovec
Jiříkovec (Duits: Jirschikowitz of Jirschikowitz in Böhmen) is een Tsjechische plaats in de gemeente Heřmaničky in de regio Midden-Bohemen en maakt deel uit van het district Benešov. Het dorp ligt op ongeveer 1 kilometer afstand van Heřmaničky.
Jiříkovec telt 10 inwoners (2021).

## Geschiedenis
De eerste schriftelijke vermelding van het dorp dateert van 1391. Tot en met het midden van de 19e eeuw stond Jiříkovec, net als de rest van de op dat moment toekomstige, huidige gemeente, onder bestuur van Smilkov.
In 1960 werd Jiříkovec ingedeeld bij het district Benešov.

## Verkeer en vervoer

### Autowegen
Er leidt een regionale weg naar het dorp.

### Spoorlijnen
Er is geen station in Jiříkovec; het dichtstbijzijnde station is in Heřmaničky.

### Buslijnen
Er is geen bushalte in het dorp. De dichtsbijzijnde bushaltes zijn Loudilka, ten noorden van het dorp, en Radíč in Ješetice, ten zuiden van het dorp.

## Galerij

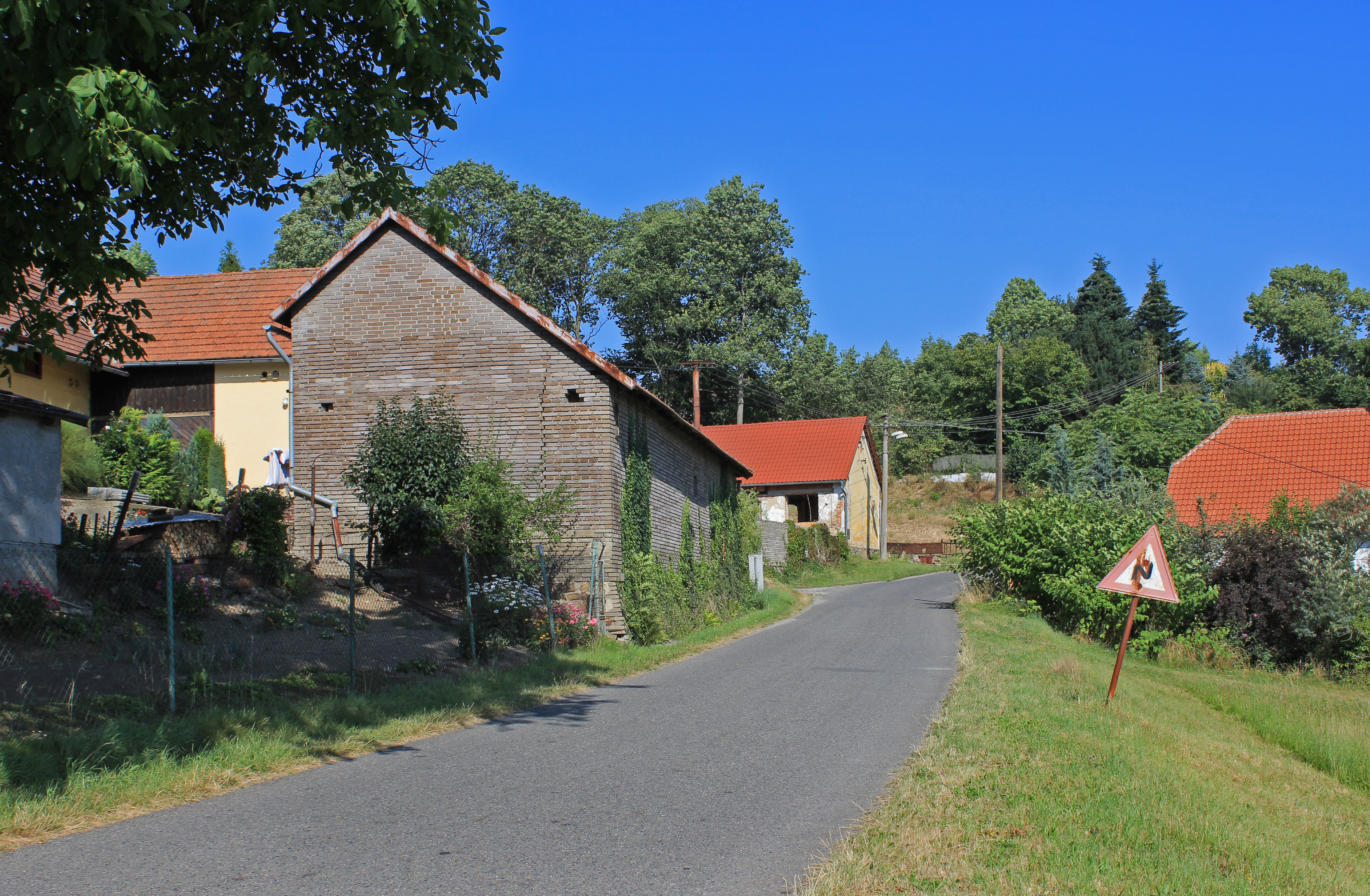
Hoofdstraat (2015)
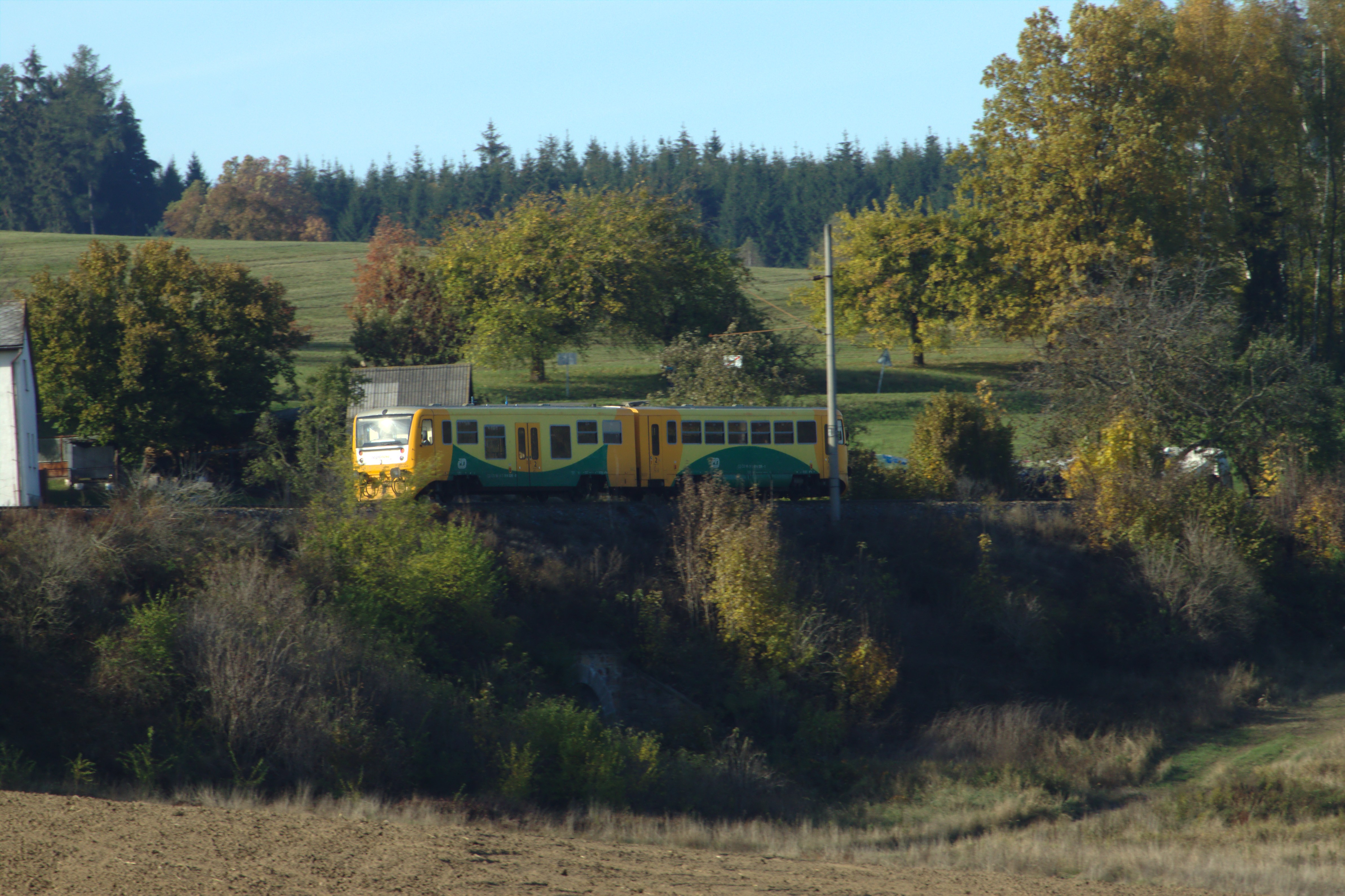
Trein vlak bij het dorp (2015)
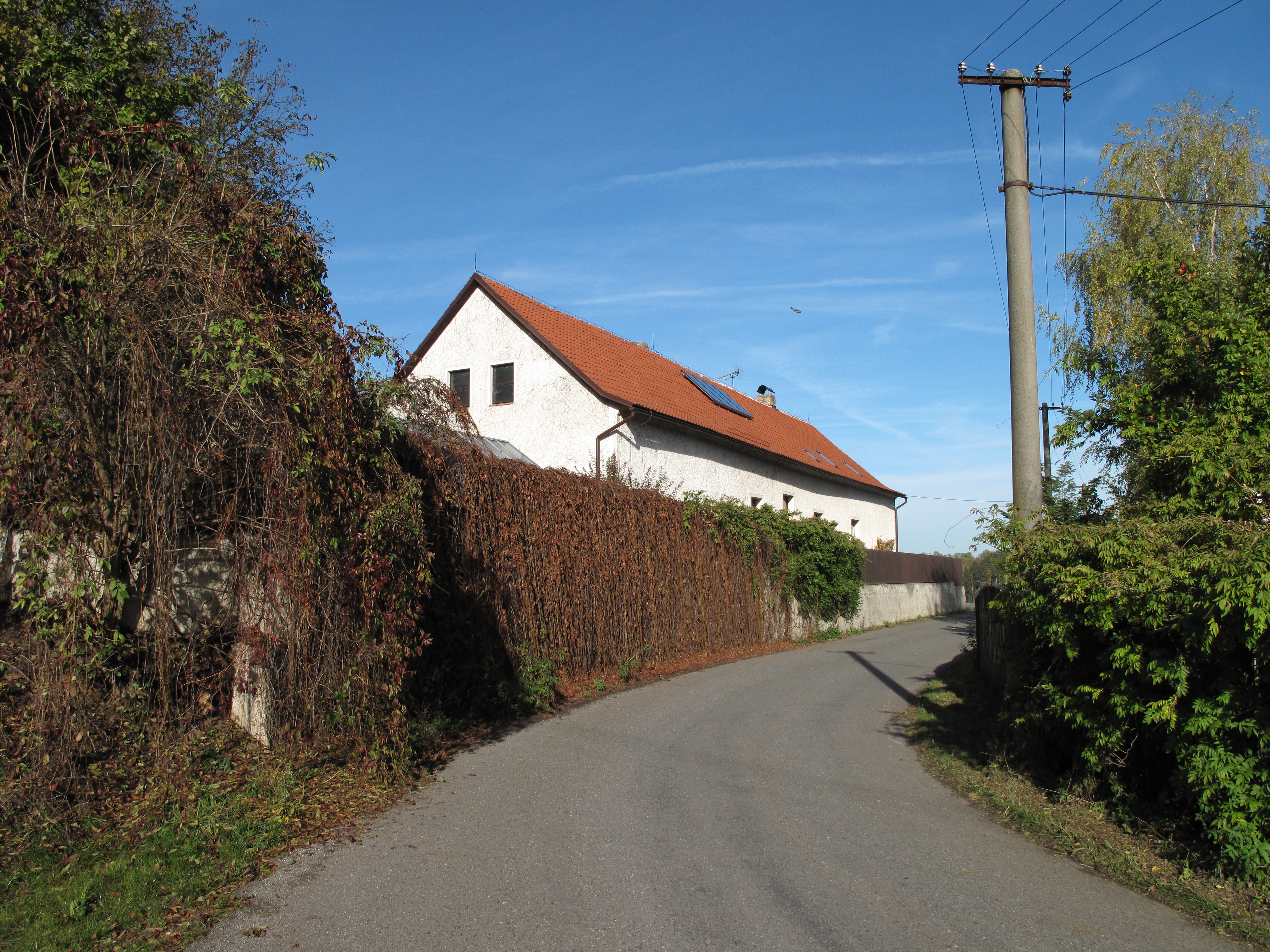
Huis in het dorp (2015)
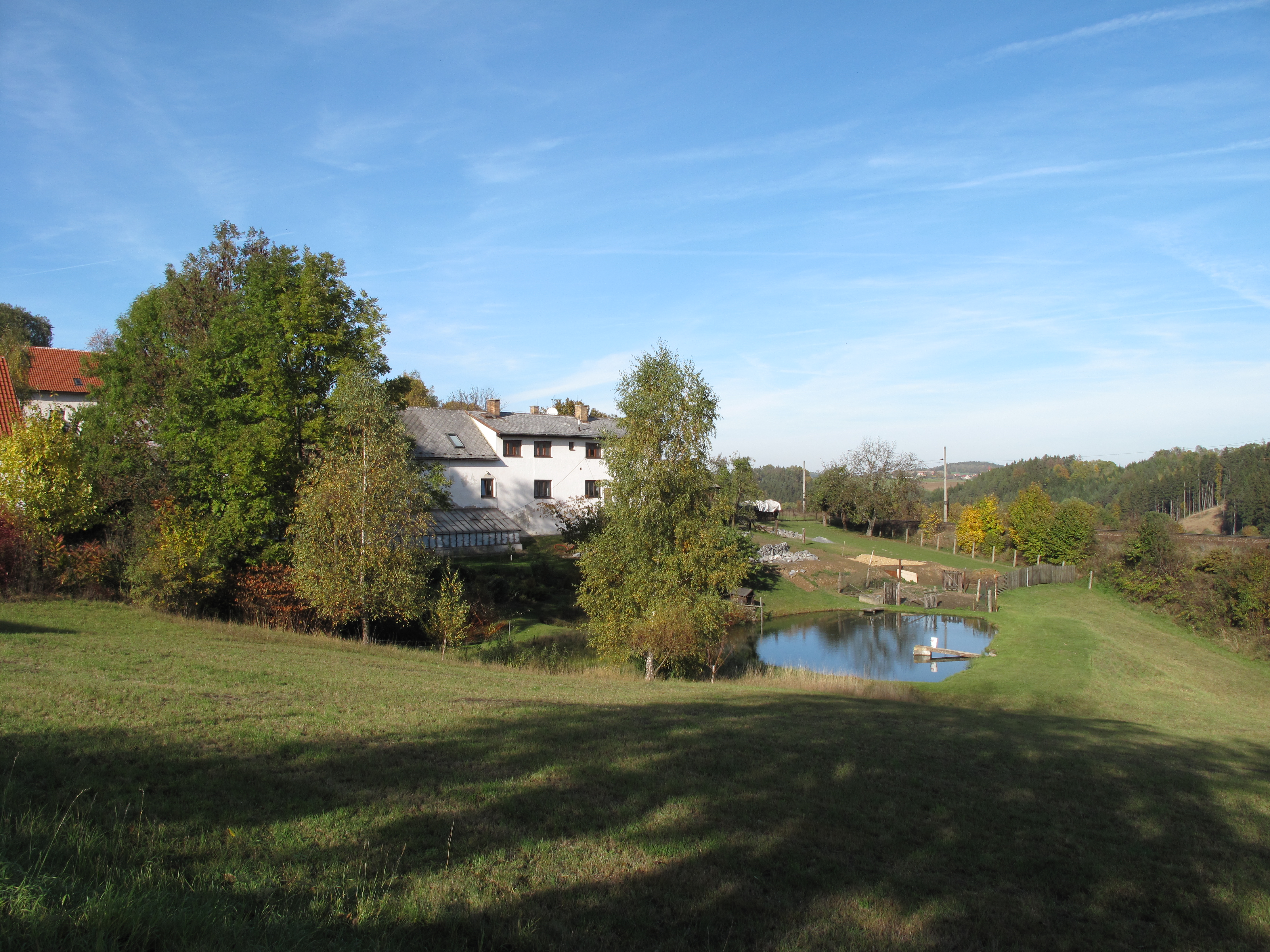
Dorpsvijver (2015)
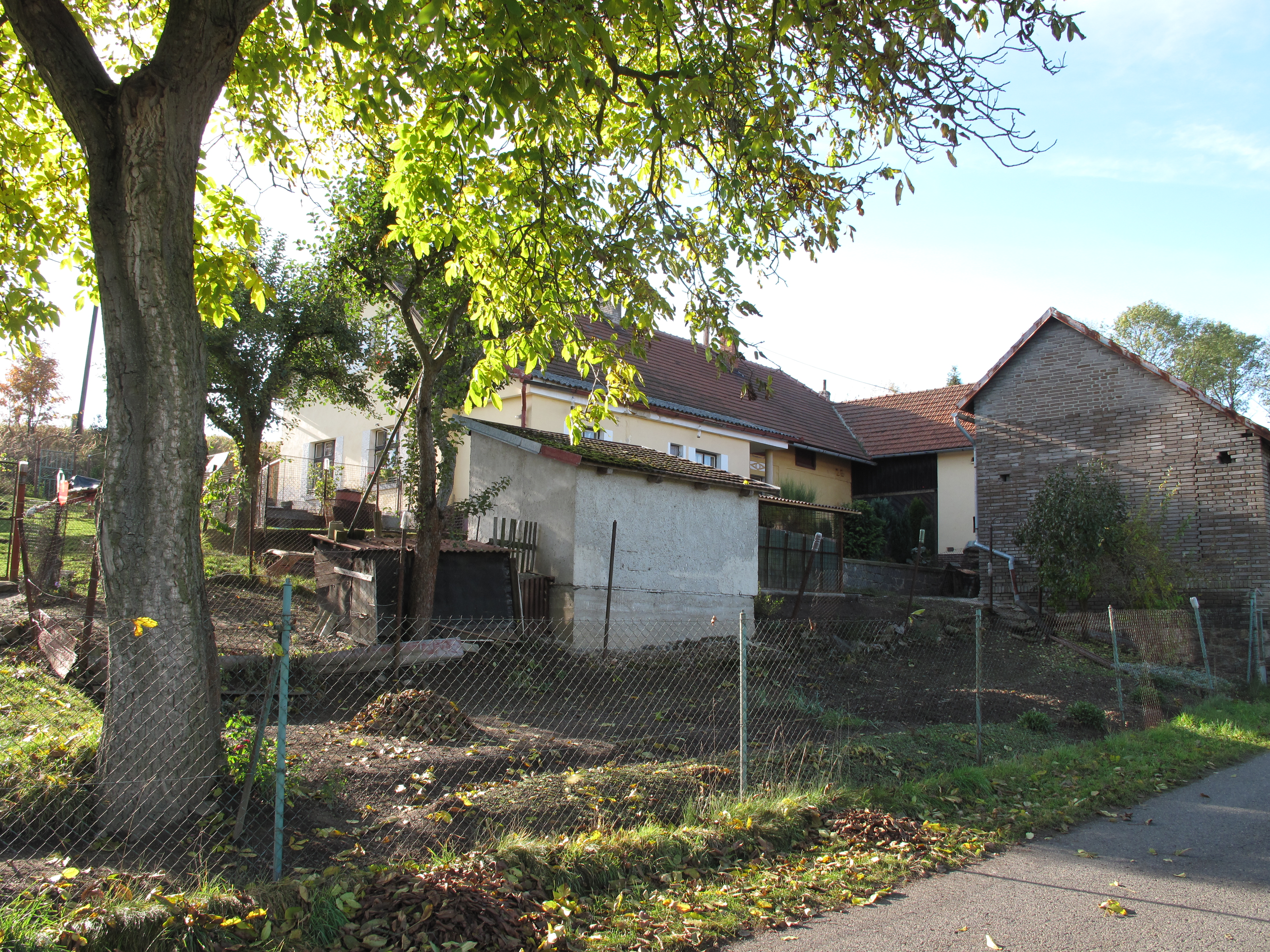
Boerderij in het dorp (2015)
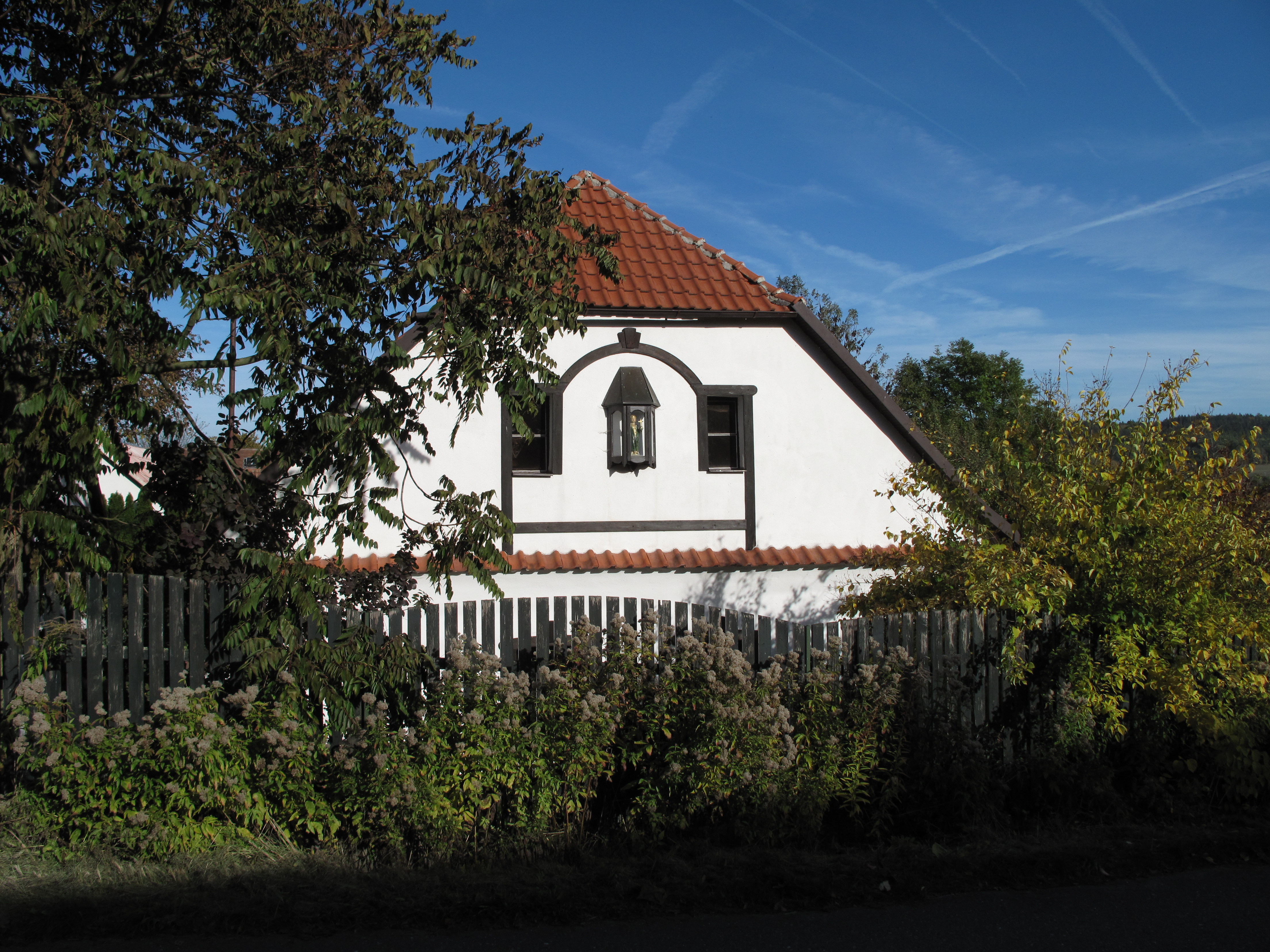
Vakantiehuis in het dorp (2015)
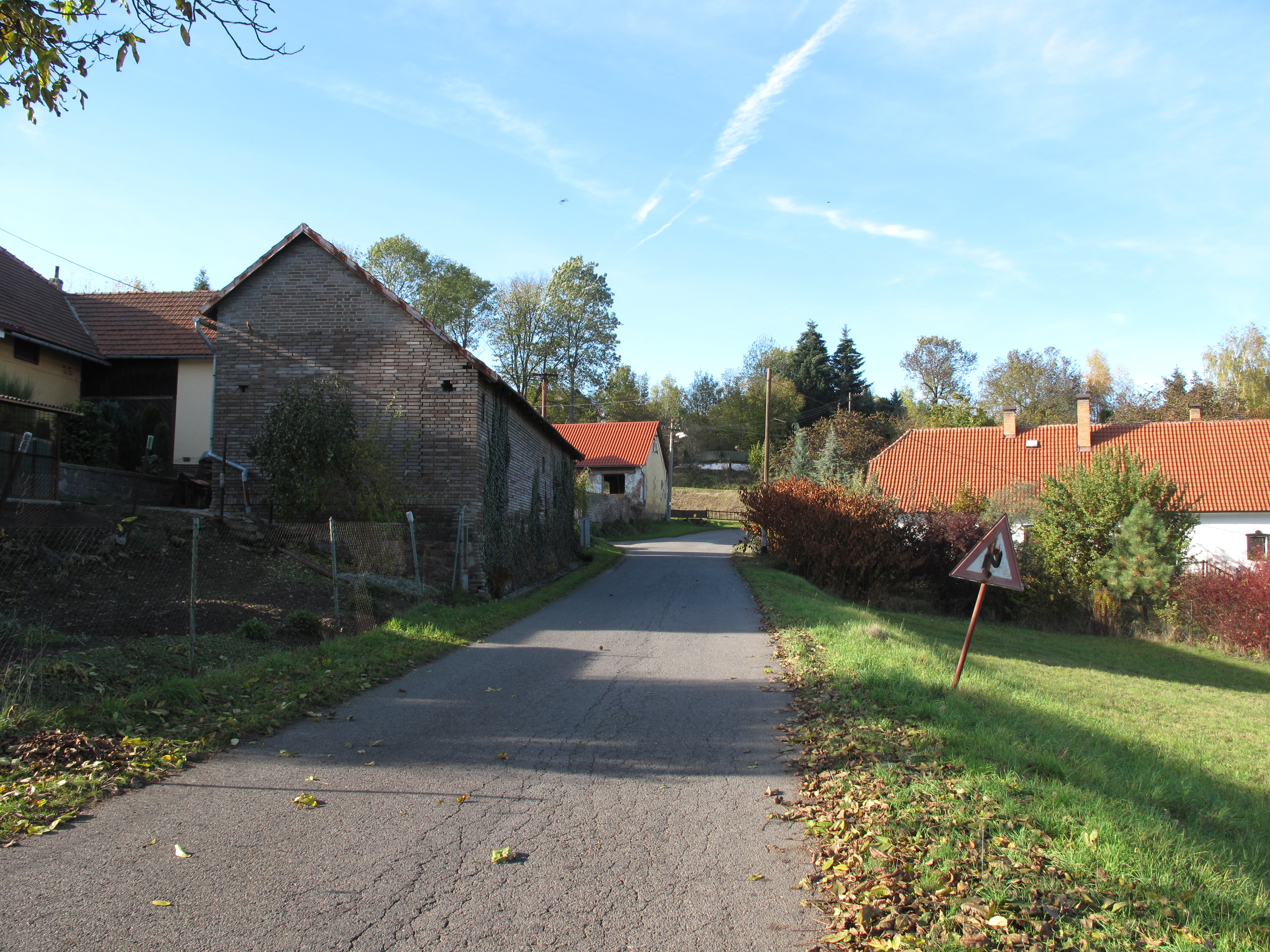
Straat in het dorp (2015)